# Jean-Paul Schweighaeuser
Pour les articles homonymes, voir Schweighaeuser.
Jean-Paul Schweighaeuser, né le 13 mai 1941 à Périgueux en France, est un traducteur, un biographe, un historien de la littérature policière et un nouvelliste français.

## Biographie
Il fait des études de lettres à l'université de Strasbourg. Après avoir effectué plusieurs métiers qui l'emmènent en Martinique et à Nouméa, il revient à Strasbourg où il se consacre à des traductions et à des études littéraires sur le roman policier et le roman d'espionnage. Selon Claude Mesplède, en tant que traducteur, il « figure parmi les meilleurs spécialistes du roman noir allemand ». Il est notamment l'un des collaborateurs du Dictionnaire des littératures policières.

## Œuvre

### Études
- Le Roman noir français, Presses universitaires de France, coll. « Que sais-je ? » no 2145 (1984)  (ISBN 2-13-038273-8)
- Panorama du roman d'espionnage contemporain, Éditions de L'Instant (1986)  (ISBN 2-869-29026-8)
- Le Guide du polar : Histoire du roman policier français, Syros, coll. « Les guides culturels Syros » (1987)  (ISBN 2-86738-221-1) (coécrit avec Michel Lebrun)
- Raymond Chandler : parcours d'une œuvre, Encrage, coll. « Références » no 4 (1997)  (ISBN 2-906389-85-4)
- Le « Krimi », Joseph K., coll. « Temps noir » no 1 (1998)
- Le Polar, Éditions Larousse, coll. « Guide Totem » (2001) (sous la direction de Jacques Baudou et Jean-Jacques Schleret)

### Nouvelles
- La Dalle, dans le recueil Sous la couverture quelques faits d'hiver, Droit au logement (1997)  (ISBN 2-911119-08-8)
- Les Forgerons de la plate-forme, Revue 813 no 56 (octobre 1996)

### Auteurs traduits
- -ky
- Peter Schmidt
- Max Allan Collins
- Jason Dark
- Dane Hartman
- Eric Ambler
- Walter Wehner (de)
- H. P. Karr
- Michael Hardwick

## Sources
: document utilisé comme source pour la rédaction de cet article.
- Claude Mesplède (dir.), Dictionnaire des littératures policières, vol. 2 : J - Z, Nantes, Joseph K, coll. « Temps noir », 2007, 1086 p. (ISBN 978-2-910-68645-1, OCLC 315873361), p. 736.